# 扎博洛季 (拉多梅什利區)
50°34′49″N 29°13′30″E / 50.58028°N 29.22500°E
扎博洛季（烏克蘭語：Заболоть）是位於烏克蘭北部日托米爾州裏日托米爾區的村莊，面積2.68平方公里，海拔高度172米，2001年人口770，人口密度每平方公里287.42人。